# Anhaltische Deutsche Gesellschaft
Die Anhaltische Deutsche Gesellschaft war eine Sprachgesellschaft in der anhaltischen Residenzstadt Bernburg unter dem Protektorat des Fürsten
Viktor Friedrich II. von Anhalt-Bernburg.

## Geschichte
Die Deutsche Gesellschaft in Bernburg wurde 1761 durch den fürstlichen Registrator Johann Ludwig Anton Rust gegründet und bestand bis zu seinem Tod 1785. Eigentlich hatte Rust beabsichtigt, die Gesellschaft auch in den anderen anhaltischen Fürstentümern zu etablieren, doch blieb die gewünschte Bestätigung der anderen Herrscher aus. Durch die Verlegung der anhaltischen Residenz von Bernburg nach Ballenstedt verlor die Gesellschaft an weiteren Einflussmöglichkeiten am Hofe, die sich Rust erhofft hatte. Der neue Fürst von Anhalt-Bernburg in Ballenstedt wendete sich überdies 1766 von der Gesellschaft ab, nachdem eine Rede über die zu bevorzugende Staatsform auf einer öffentlichen Zusammenkunft der Gesellschaft für einen unschönen Eklat gesorgt hatte. So versank die Gesellschaft zunehmend in die Bedeutungslosigkeit und löste sich mit dem Tod Rusts auf.